# شارع بيرل
شارع بيرل (Pearl Street) هو شارع يقع في حي المال بمنطقة مانهاتن السفلى (Lower Manhattan)، ويمتد باتجاه الشمال الشرقي من منتزه باتري (Battery Park) حتى جسر بروكلين، مع انقطاع عند شارع فولتون (Fulton Street)، حيث ينحرف مسار شارع بيرل غرب شارع فولتون ليصبح على بُعد كتلة سكنية واحدة إلى الجنوب من امتداده شرق شارع فولتون، ثم يتجه غربًا وينتهي عند شارع سنتر (Centre Street).